# N513 (België)
De N513 is een gewestweg in Moeskroen, België tussen de N518 in Tombroek en de N518. De weg gaat langs het station van Moeskroen heeft een lengte van ongeveer 5 kilometer.
De gehele weg bestaat uit twee rijstroken voor beide rijrichtingen samen.